# 伏波祠 (雷州)
20°54′18″N 110°05′23″E / 20.90500°N 110.08972°E
伏波祠位于中国广东省湛江市雷州市雷城街道南亭街，是祭祀伏波将军马援的祠庙，1983年被列为海康县文物保护单位，2003年被列为湛江市文物保护单位，2012年“伏波祠碑刻”被列为广东省文物保护单位。
伏波祠重建于清康熙二十年（1681年），现存明清及民国时期的多通碑刻。
- 山门
- 大殿
- 厢房的碑刻
- 厢房的碑刻